# Là, avait dit Bahi
 (février 2018).
Là, avait dit Bahi est un roman de Sylvain Prudhomme publié en 2011. Il a reçu le prix Louis-Guilloux.

## Synopsis
L'histoire se déroule entre l’Algérie et la France, entre une ferme viticole et des trajets en camion à bord duquel, le chauffeur, un vieil homme nommé Bahi, entreprend de raconter sa vie au narrateur. La narration mêle récits de souvenirs personnels et souvenirs collectifs des semaines qui précèdent l’indépendance de l'Algérie.

## Analyse
Ce roman n'est composé que d'une seule phrase coupée par des retours à la ligne.